# سانتا ماریا دل نارکو
'کلیسای سنت ماری در کوه نارکو (اسپانیایی: Iglesia de Santa María del Naranco; آستوری: Ilesia de Santa María'l Narancu) یک ساختمان پیشارمانسک آستوریایی است که در دامنه کوه نارکو واقع شده و در فاصله ۳ کیلومتر (۱٫۹ مایل) از اویدو، شمال اسپانیا قرار دارد.
رامیرو اول آستوریاس دستور ساخت آن را به عنوان یک کاخ سلطنتی صادر کرد، بخشی از یک مجتمع بزرگتر که همچنین کلیسای نزدیک سن میگل د لیلو، در فاصله ۱۰۰ متر، را نیز شامل می‌شود. این کاخ در سال ۸۴۲ تکمیل شد و تا حدی عملکرد مذهبی داشت و در سال ۸۴۸ تقدیس شد. ویژگی‌های ساختاری آن، مانند طاق بشکه‌ای - با دنده‌های عرضی که یکی به یکی با کنترفرات‌های خارجی مطابقت دارند، آن را به یک پیش‌کسوت ساخت‌وساز رومانک تبدیل می‌کند. تزئینات خارجی، به همراه استفاده از طاق بلند، عمودی بودن ترکیب را نشان می‌دهد.